# Albada (planta)
L'albada, botja blanca o botja de cuc (Anthyllis cytisoides) és una espècie de la família de les fabàcies, molt comuna arreu del territori.
Addicionalment pot rebre els noms de botja, botja de cuca, botja de cuques, botja de rames, botja rasparella, botja rasposa, cugot, estepa groga, herba blanca i rapa. També s'han recollit les variants lingüístiques albaida, aubada i botja resparella.

## Descripció

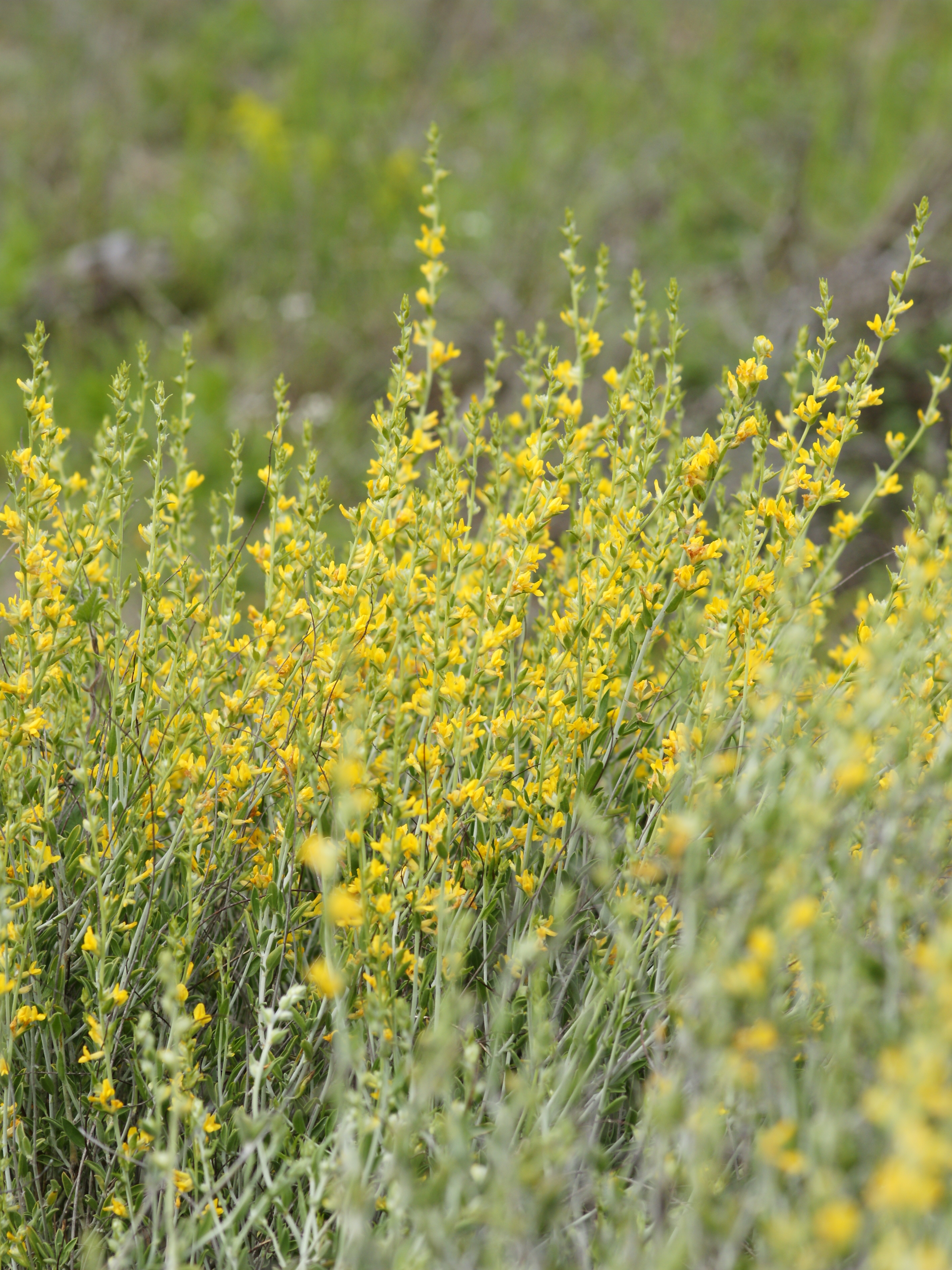
Al seu hàbitat

Nanofaneròfit d'uns 30 a 90 cm d'altura, encara que a vegades pot arribar als 150 cm. Les seues branques són erectes, cobertes totalment per abundants pèls blanquinosos o grisencs, molt fins i atapeïts. Les fulles basals són simples, amb pecíol curt, i linear-lanceolades, mentre que les superiors són trifoliades, inserides sense pecíol sobre la tija, de forma lanceolada-el·líptica. La inflorescència és una espiga (amb les flors agrupades en nombre d'1 a 3), llarga i ininterrompuda. Les flors tenen el calze pubescent. La corol·la és groga, amb la carena corbada i l'estendard més llarg que les ales. La floració té lloc entre el maig i l'agost. La pol·linització és entomòfila, sobretot duta a terme per abelles i borinots, desenvolupant-se només una llavor en cada primordi seminal. El fruit és un llegum ovoide, indehiscent, monosperma, xicotet i amb taques roges longitudinals. La llavor és de color groc a verdós, amb forma arronyonada. La maduració dels fruits es dona entre l'abril i l'agost, moment en el qual s'ha de procedir a la seua recol·lecció, la qual ha de fer-se manualment, mitjançant el munyiment de les tiges florals. L'estat de maduresa es manifesta quan els fruits comencen a adquirir una tonalitat rogenca. Degut a llargs períodes de sequera pot arribar a perdre les fulles, per a rebrotar quan les condicions d'humitat edàfica ho permetisquen. El nombre cromosòmic és 2n = 14.

## Distribució i hàbitat
És una planta endèmica del sud-oest d'Europa i del nord d'Àfrica. A la península Ibèrica, es troba sobretot a les zones litorals i prelitorals de la façana mediterrània. Es troba també a les Illes Balears, excepte Menorca. Habita les brolles litorals, en zones semiàrides i prefereix els sòls calcaris. No tolera les gelades fortes, per la qual cosa només pot viure força lluny del mar en zones càlides.

## Usos
És una planta atractiva per a jardineria, tant pel seu fullatge com per les seues flors. És una planta mel·lífera molt important, de la qual s'obté mel monofloral, de consistència lleugera, considerada de primera qualitat després de la de flor del taronger i romer. És per això que és una gran aliada de l'hort ecològic per atraure a fauna auxiliar. En medicina popular s'usa com a estomacal, antiasmàtic i anti-refredat. Però un dels usos més importants en l'actualitat és la seua utilització per a la revegetació de zones degradades, ja que té un alt valor protector.

## Multiplicació
Es pot sembrar el llegum directament i germinarà als 15-20 dies, sense necessitat de cap tractament pre-germinatiu. Presenta una germinació epigea. En germinar, apareixen unes plàntules delicades, d'1 a 3 cm, amb dos cotilèdons verds el·lipsoidals de 2 a 4 mm de llarg, amb fulles primordials simples, semblants a les adultes.